# Heiße Kartoffeln
Heiße Kartoffeln ist eine 1979 entstandene deutsche Filmkomödie von Sigi Rothemund mit dem Franzosen Stéphane Hillel und dem Israeli Zachi Noy in den Hauptrollen.

## Handlung
Frauenarzt Dr. Pröll ist pleite, was sich angesichts der Kuckuckssiegel auf seiner Möblierung und allen anderen Einrichtungsgegenständen nicht mehr übersehen lässt. Da hat Prölls Freundin Angela eine „blendende“ Idee. Da ihr Ex-Geliebter Leo sich seinen Lebensunterhalt als Kunstfälscher zu verdienen sucht und derzeit an der Kopie eines Piccini-Gemäldes zugange ist, könnte man diesen doch gegen einen echten Piccini austauschen, der, so will es der Filmzufall, in Dr. Prölls vier Wänden hängt. Damit das Original nicht demnächst unter den Hammer kommt, soll der sich heftig sträubende Leo bei Pröll einbrechen und die Gemälde austauschen, auf dass die Fälschung als angebliches Original ordentlich Geld einbringt, während das wahre Original nicht verloren geht.
Die Zeit für den Bruch drängt, denn bereits am folgenden Tag wird Prölls Nachfolger, der junge Dr. Knievel, erwartet und soll dessen Praxis und Villa übernehmen. Der junge Mediziner wiederum leidet derzeit an Amnesie und besitzt weder Ausweisdokumente noch Geld. Und so wundert es nicht, dass Knievel plötzlich im Bett von Nina, der derzeitigen Freundin Leos, landet. Der wiederum erwischt die beiden in verfänglicher Situation und nimmt (fälschlicherweise) an, dass ihn seine Geliebte betrügt. Wütend verlässt Leo seine Wohnung und landet bei Waruschke, einem Berliner Kleinganoven, mit dem er in Prölls Villa einsteigen will. Das hat mittlerweile auch die hübsche Nina vor, da sie Johannes Knievel, den sie für einen Zechpreller und Hochstapler hält, seine verwirrende Geschichte um die Arztpraxis und die zu beziehende Villa nicht glaubt.
Als Johannes Knievel nun mit seinem Schlüssel nicht in die Pröllsche Villa hineinkommt, ruft die genervte Nina kurzerhand die Polizei, die im Rahmen eines Notfalls eine schwangere Frau im Polizeiwagen mit sich führt. Da man den einbrechenden Leo im Weißkittel in Prölls Villa antrifft, soll er die Entbindung vornehmen, wovon er natürlich keine Ahnung hat. Wieso aber liegt dann auch noch Waruschke im Bett, in Frauenkleidern und blonder Perücke? Als dann auch noch die Sprechstundenhilfen, die Leo für den neuen Arzt Dr. Knievel halten, und auch die ersten Patienten des Tages in der Praxis eintrudeln, ist die allgemeine Verwirrung total. Johannes Knievel kann rein gar nichts zur Aufklärung beitragen, da er ohne Papiere und mit nur mäßiger Erinnerung auf der Polizeiwache festsitzt. Schließlich kommt es zu einer überdrehten Verfolgungsjagd kreuz und quer durch Berlin, bei denen so manche Blessuren davontragen. Am Ende, als sich alles aufgeklärt hat, sind die drei mächtig lädierten und eingegipsten Protagonisten Leo, Waruschke und Nina selbst zu Fällen für umfassende, medizinische Behandlungen geworden.

## Produktionsnotizen
Heiße Kartoffeln wurde an 19 Drehtagen zwischen dem 22. November bis zum 19. Dezember 1979 in Berlin gedreht und am 10. Juli 1980 im Prinzess-Kino in Mainz uraufgeführt. Später wurde der Film auf Video als Himbeereis und heiße Mädchen wieder veröffentlicht. Zachi Noy wurde nicht von seinem Eis-am-Stiel-Stammsprecher Joachim Tennstedt, sondern von Ulrich Gressieker synchronisiert. Die Kostüme lieferte Rolf Albrecht, Wolf Brauner hatte die Herstellungsleitung.

## Kritik
Das Lexikon des Internationalen Films nannte den Film ein „derbes deutsches Lustspiel, anspruchs- und belanglos“.
Cinema nannte diesen Filmklamauk eine „irre Verwechslungs-Komödie“.